# Paul Lincke
Carl Emil Paul Lincke, nemški skladatelj in dirigent, * 7. november 1866, Berlin, Nemčija, † 3. september 1946, Hahnenklee, Nemčija. 
Paul Lincke velja za očeta berlinske operete. Zaslovel je s koračnico Berliner Luft (slov. Berlinski zrak), ki velja za neuradno berlinsko himno.

## Operete (izbor)
- Venus auf Erden (1897)
- Gospa Luna (1899)
- Im Reiche des Indra (1899)
- Lizistrata (1902)
- Casanova (1913)
- Ein Liebestraum (1940)

## Glasbeni primer
- Berlinski zrak v izvedbi Berlinskih filharmonikov pod taktirko Placida Dominga